# Ерика Буенфил
Ерика Буенфил (на испански: Erika Buenfil) е мексиканска актриса и певица, родена на 23 ноември 1964 г. в град Монтерей.

## Биография
Ерика Буенфил стартира своята кариера в шоубизнеса, когато е едва на 12 години. Първата теленовела в която взема участие е Acompañame от 1977. Следващите ѝ роли са в Ambicion, заедно с Едит Гонсалес, Conflictos de un Medico с Виктория Руфо, Aprendiendo a Amar със Сусана Досамантес. През 1985 г. Буенфил получава първата си главна роля – Анхелика в новелата Angelica, чрез която добива огромна популярност в Латинска Америка. Други роли, носещи ѝ популярност по света са Марисол в теленовелата Марисол от 1996 г., Барбара в Три жени от 1999 г., Антониета в Триумф на любовта от 2010 г., Виктория в Истинската любов от 2012 г., Бланка в Котката от 2014 г.

## Личен живот
През 2005 г. Ерика става майка, като ражда сина си Николас. Пресата натиска актрисата да признае, кой е баща на детето ѝ. Появява се в телевизионни предавания като Cristina и Don Francisco Presenta, където говори за трудностите да бъдеш самотна майка. По-късно Буенфил разкрива, че баща на детето ѝ е син на бившия мексикански президент Ернесто Седийо.

## Филмография

### Теленовели
- Бегълци, в търсене на свобода (2024) – Марта Пинеда
- Прости нашите грехове (2023) – Естела Касерес
- Да преодолееш миналото (2021) – Кармен Медина де Крус
- Мексиканката и блондинът (2020 – 2021) – Д-р Моника Травен
- Подарен живот (2020) – Андреа
- Да обичам без закон (2019) – Камила Балкасар де Алкосер
- Двойният живот на Естела Карийо (2017) – Мерси Торибио вдовица де Кабрера
- Не ме оставяй (2015 – 2016) – Анхелика Медина
- Котката (2014) – Бланка Санчес Де ла Санта Крус
- Истинската любов (2012 – 2013) – Виктория Балванера де Брис
- Триумф на любовта (2010 – 2011) – Антониета Ороско
- Море от любов (2009 – 2010) – Касилда де Брисеньо
- Утре и завинаги (2008) – Монсерат Ривера де Елисалде
- Буря в Рая (2007) – Патси Сандовал
- Любов без грим (2007) – Лаура
- Битка на страсти (2006) – Соледад Монтеяно
- Corazones al límite (2004) – Пилар де ла Рехуера
- Любовта ми е моят грях (2004) – Хисела
- Уханието на любовта (2002) – Далия Марселин
- Ангелско личице (2000) – Поликарпия Самбрано
- Три жени (1999 – 2000) – Барбара Уриарте Саралди
- El alma no tiene color (1997) – Диана Алкантара
- Марисол (1996) – Марисол Гарсес дел Вале
- Откраднат живот (1991) – Габриела Дуран Караско / Летисия Авелар
- Любов в мълчание (1988) – Марисела Окампо / Ана Силва
- Измамата (1986) – Марсела Естевес
- Angélica (1985) – Анхелика
- Проклятието (1983) – Вики де Мартино
- El derecho de nacer (1981) – Кристина дел Хунко
- Aprendiendo a amar (1980) – Наталия Пеняралда
- Ambición (1980)
- Conflictos de un médico (1980)
- Lágrimas negras (1979) – Вероника
- Añoranza (1979)
- La llama de tu amor (1979)
- El amor llegó más tarde (1979)
- Acompáñame (1977)

### Сериали
- Los simuladores (2009)
- Розата на Гуадалупе (2009)
- Розата на Гуадалупе (2008)
- Mujer, casos de la vida real, la miniserie (2007)
- Mujer, casos de la vida real, la miniserie (2007)
- Mujer, casos de la vida real (2003)
- Mujer, casos de la vida real (2002)
- Mujer, casos de la vida real (1995)
- Mujer, casos de la vida real (1990)
- Cita con la muerte (1989)

### Кино
- El prófugo (1992) – Карла
- Ladrones de tumbas (1989) – Ребека
- Cementerio del terror (1985) – Лена
- El sexo de los ricos (1984) – момичето от мотоциклета
- Cosa fácil (1982) – приятелката на Елена

### Театър
- Shirley Valentine (2013) – Ширли
- Mujer busca hombre impotente para ser feliz (2011) – Сандра
- 12 mujeres en pugna (2009) – Президент
- Una cena con movida reapertura II (2009) – Дора
- Una cena con movida reapertura I (2006) – Дора
- 5mujeres.com (2002 – 2004)
- Alta seducción (2001) – Труди
- Una viuda sin sostén (1999)
- Madre solo hay una (1996)
- Una cena con movida (1995) – Дора
- Demasiado para una Noche (1992)
- La Cenicienta (1984)
- Como tú lo deseas
- Nuestro amor de cada día (1982)

## Музикални албуми
- Despertar al amor

1. Despertar al amor (музикална тема на теленовелата Angélica 1985)
2. Despertar al amor (Караоке)

- Se busca un corazón (1986)

1. Ya no te amo más
2. El amor es un niño pequeño
3. Esa balada de amor
4. Se busca un corazón
5. El engaño (tema de la telenovela El engaño 1986)
6. Perdóname (tema de la telenovela Cicatrices del alma 1986)
7. Tras de ti
8. Jamás
9. Es como un sueño
10. Llorando por él

- Soy mujer (1987)

1. Tu amor a medias no me interesa
2. La noche no es para mí
3. Crucero mediterráneo
4. Amarte
5. Ramito de violetas
6. Pon otra vez ese disco
7. La moda juvenil
8. Groenlandia
9. Soy mujer
10. Sin amor

- Cerca de ti (1990)

1. Vuelve pronto
2. Mi rey
3. Cerca de ti
4. Rayo de luna

## Награди и номинации
Награди TVyNovelas
| Година | Категория                       | Програма / Теленовела | Резултат   |
| ------ | ------------------------------- | --------------------- | ---------- |
| 2014   | Най-добра актриса в главна роля | Истинската любов      | Печели     |
| 2000   | Най-добра актриса в главна роля | Три жени              | Номинирана |
| 1997   | Най-добра актриса в главна роля | Марисол               | Номинирана |
| 1992   | Най-добра актриса в главна роля | Vida robada           | Номинирана |
| 1989   | Най-добра млада актриса         | Любов в мълчание      | Печели     |
| 1986   | Най-добра актриса в главна роля | Angélica              | Номинирана |
| 1983   | Най-добра водеща                | XE-TU                 | Печели     |

Награди Bravo (Мексико)
| Категория                       | Теленовела       | Резултат |
| ------------------------------- | ---------------- | -------- |
| Най-добра актриса в главна роля | Истинската любов | Печели   |

- Награда от Националната асоциация на радио и телевизионните оператори на Мексико[3]

- Награда Global Quality Foundation 2016[4]

- Награда „Жена на годината“ 2011[5]